# Belarus administrativa indelning
Belarus administrativa indelning är baserad på sex län (voblast). Utöver dessa har huvudstaden Minsk en särskild administrativ status. På sekundär nivå är landet indelat i distrikt (rajon).

## Län (voblast)
| Nr | Provins           | Huvudort | Belarusiska          |  |
| 1  | Minsk (huvudstad) |          | Мiнск                |  |
| 2  | Brests voblast    | Brest    | Брэсцкая вобласць    |  |
| 3  | Homels voblast    | Homel    | Гомельская вобласць  |  |
| 4  | Hrodna voblast    | Hrodna   | Гродзенская вобласць |  |
| 5  | Mahiljoŭs voblast | Mahiljoŭ | Магілёўская вобласць |  |
| 6  | Minsks voblast    | Minsk    | Мiнская вобласць     |  |
| 7  | Vitsebsks voblast | Vitsebsk | Вiцебская вобласць   |  |

## Distrikt
Under länsnivån finns distrikt (rajon). Även städer är (liksom i bland annat Ukraina) indelade i distrikt.

## Historik
Den nuvarande indelningen i län som finns i Belarus i dag är ett arv från den tid när landet var en del av Sovjetunionen.